# Automeris arminandensis
Automeris arminandensis é uma espécie de mariposa do gênero Automeris, da família Saturniidae.
Sua ocorrência foi registrada no Equador e Peru. No Equador foi localizada em Orellana, na estrada Loreto-Coca, Huaticocha, a 530 m de altitude.